# Carcelimyia dispar
Carcelimyia dispar är en tvåvingeart som först beskrevs av Macquart 1851.  Carcelimyia dispar ingår i släktet Carcelimyia och familjen parasitflugor. Inga underarter finns listade i Catalogue of Life.